# Hustířany
Hustířany jsou vesnicí, částí obce Velichovky. Nachází se v okrese Náchod, v Královéhradeckém kraji asi 2,5 km západně od Velichovek na křižovatce silnice II/285 a silnice třetí třídy od Habřiny a Lužan.

## Název
Hustířany (německy Hustirschan) jsou jedinou vsí svého jména v celé republice a jejich jméno lze odvodit jako Huštieřany – ves lidí bydlících v huštieře nebo u huštiera. Působením adjektiva hustý změnil se tvar Huštieřany v Hustieřany.

## Historie
První písemná zmínka o vesnici pochází z roku 1355.
Archeologický výzkum doložil v okolí vesnice keltské osídlení mezi 2. až 1. stoletím před naším letopočtem. Pozdější nálezy slovanské keramiky pochází z 8. až 11. století. První písemná zmínka o vesnici pochází z roku 1355, kdy se Hustířany připomínají jako tvrz, jež byla samostatným zbožím v rukou Jiříka z Hustířan.

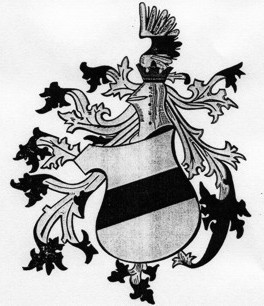
Erb Zárubů z Hustířan

Hustířany byly v držení Zárubů z Hustířan. Z těch, kteří Hustířany drželi jsou známi Jiřík († 1389), Bavor (1394–1413) a Bavor Rodovský z Hustířan (1494–1516), který měl kromě Hustířan v držení další okolní vesnice. Jeho majetek byl v roce 1523 rozdělen mezi jeho syny, přičemž Hustířany připadly Mikolášovi, který je prodal před rokem 1540 Mikuláši Trčkovi z Lípy. Tímto okamžikem přestala být historie vsi spjata se zemanským rodem Zárubů z Hustířan, který se v 15. století rozštěpil na několik větví.
Prodejem Hustířan se ves stala po roce 1540 součástí smiřického panství. To bylo v té době v držení mocného rodu Trčků z Lípy. Posledním z tohoto rodu, kterému Hustířany náležely byl Jan Rudolf Trčka z Lípy. Jako účastník bělohorské bitvy byl za svoji odbojnou činnost roku 1636 potrestán konfiskací všech svých statků, které přešly v královský majetek. Jednou z obcí, jež byla dle zápisu v zemských deskách převedena na královskou komoru, byly i Hustířany, které nadále zůstaly připojeny ke Smiřickému panství.
Za účast na odstranění Albrechta z Valdštejna získal Jan Matyáš Gallas, potomek chudé šlechtické rodiny ze zámku Campo v Tridentsku, statky v odhadované ceně milionu zlatých, mezi nimiž bylo i Smiřické panství. Po smrti Gallase přejímá nad jeho nezletilými dětmi a všemi statky poručenství vdova Anna Marie Dorota z Ladronu, která 2. října 1661 rozděluje otcovské statky mezi své děti. Starší syn František Ferdinand získal Frýdlantské a Liberecké panství a Hořiněves s několika vesnicemi, včetně Hustířan. V roce 1676 František Ferdinand prodal Hořiněves a ostatní statky a vesnice za 206 tisíc rýnských zlatých generálovi Janovi hraběti Šporkovi – Frýdlant a Liberec si ponechal. Roku 1790 koupila od Jana Karla Šporka panství císařská komora a spojila je opět se Smiřicemi v komorní panství.
Od roku 1848 byly Hustířany samostatnou obcí s obecním zastupitelstvem v čele se starostou. Od roku 1985 jsou Hustířany administrativně spojeny s obcí Velichovky. Starostou byl do roku 2018 Josef Karel. Jeho nástupcem a současným starostou (2025) je Jiří Lebedinský.

## Přírodní poměry
Katastrální území Hustířany měří 4,49 km². Sousedními katastrálními územími jsou Velichovky, Habřina, Lužany nad Trotinou, Vilantice a Dubenec.
Vesnice leží na obou březích potoka Hustířanky. Potok v tomto místě protéká poměrně hlubokým údolím, na jehož svazích je obec vystavěna. Nejvyšší bod se nachází v Hustířanském lese na pravém břehu nad potokem a má nadmořskou výšku 324 metrů. Potok napájí dva chovné rybníky ve vesnici. Hustířanka se dále vlévá do Trotiny, ta následně do Labe. Do západní části katastrální území zasahuje část přírodní památky Hustířanský les.

## Obyvatelstvo
| Rok            | 1869 | 1880 | 1890 | 1900 | 1910 | 1921 | 1930 | 1950 | 1961 | 1970 | 1980 | 1991 | 2001 | 2011 | 2021 |
| -------------- | ---- | ---- | ---- | ---- | ---- | ---- | ---- | ---- | ---- | ---- | ---- | ---- | ---- | ---- | ---- |
| Počet obyvatel | 409  | 443  | 435  | 368  | 336  | 325  | 316  | 212  | 232  | 196  | 185  | 164  | 174  | 163  | 195  |
| Počet domů     | 61   | 63   | 65   | 61   | 61   | 61   | 71   | 76   | 69   | 65   | 60   | 71   | 74   | 79   | 79   |

## Služby
V obci funguje malý obchod s potravinami, cukrárna a hospůdka. V minulosti v obci byla též místní malotřídka, která nyní slouží k pořádání kulturních akcí v obci.

## Pamětihodnosti

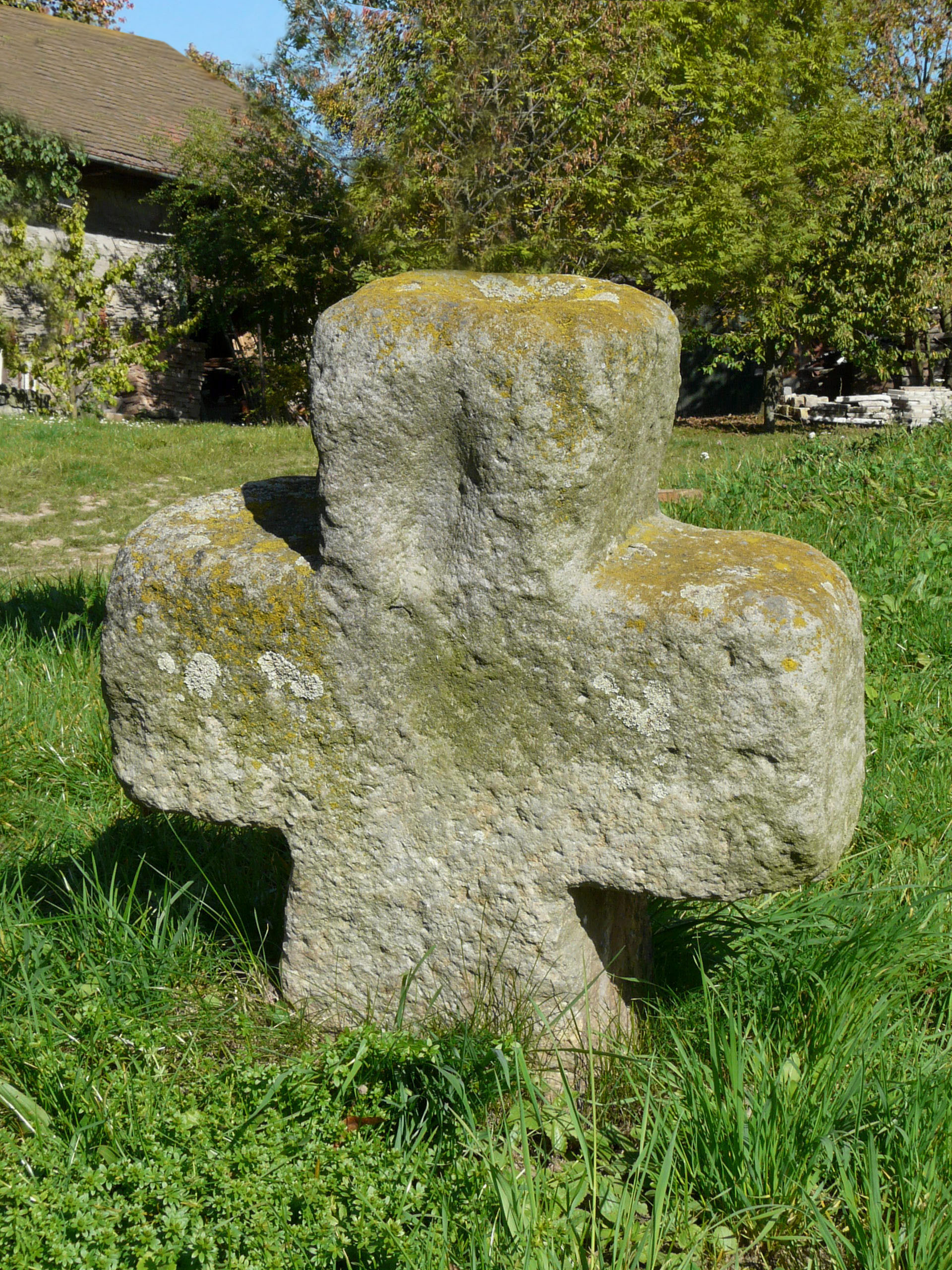
Smírčí kříž na návsi

- Tvrz Kalinovec (terénní náznaky středověké tvrze na žlutě značené turistické stezce původně sloužící jako sídlo panstva ze sousedního Dubence)[10]
- Smírčí kříž (nachází se na návsi u křižovatky silnic)
- Mlýn Podhrad (bývalý mlýn s kompletně zachovalým zařízením mlýna, které si je možno prohlédnout; dnes je zde farma s možností ubytování)
- Jezdecký areál JK Hustířany nacházející se za objektem mlýna
- Mikroregion Hustířanka (podle potoka protékajícího obcí se jmenuje celý mikroregion, jenž byl založen společně s okolními obcemi za účelem koordinace celkovéhorozvoje této oblasti)

## Doprava
Obcí prochází silnice druhé třídy II/285 na trase Lanžov – Jaroměř – Nové Město nad Metují – Olešnice v Orlických horách. Na tuto silnici se na návsi napojuje silnice třetí třídy od Habřiny a Lužan.
Do obce zajíždí autobusové linky, které poskytují spojení ve směrech Jaroměř (č. 312), Dubenec (č. 312), Hořiněves (č. 315) a Dvůr Králové nad Labem (č. 417).
Cyklotrasy:
- 4116 Kuks – Chotěborky
- 4270 Zřícenina Rotemberku u Neznášova – Bojiště na Chlumu – Hrádek u Nechanic

## Fotogalerie

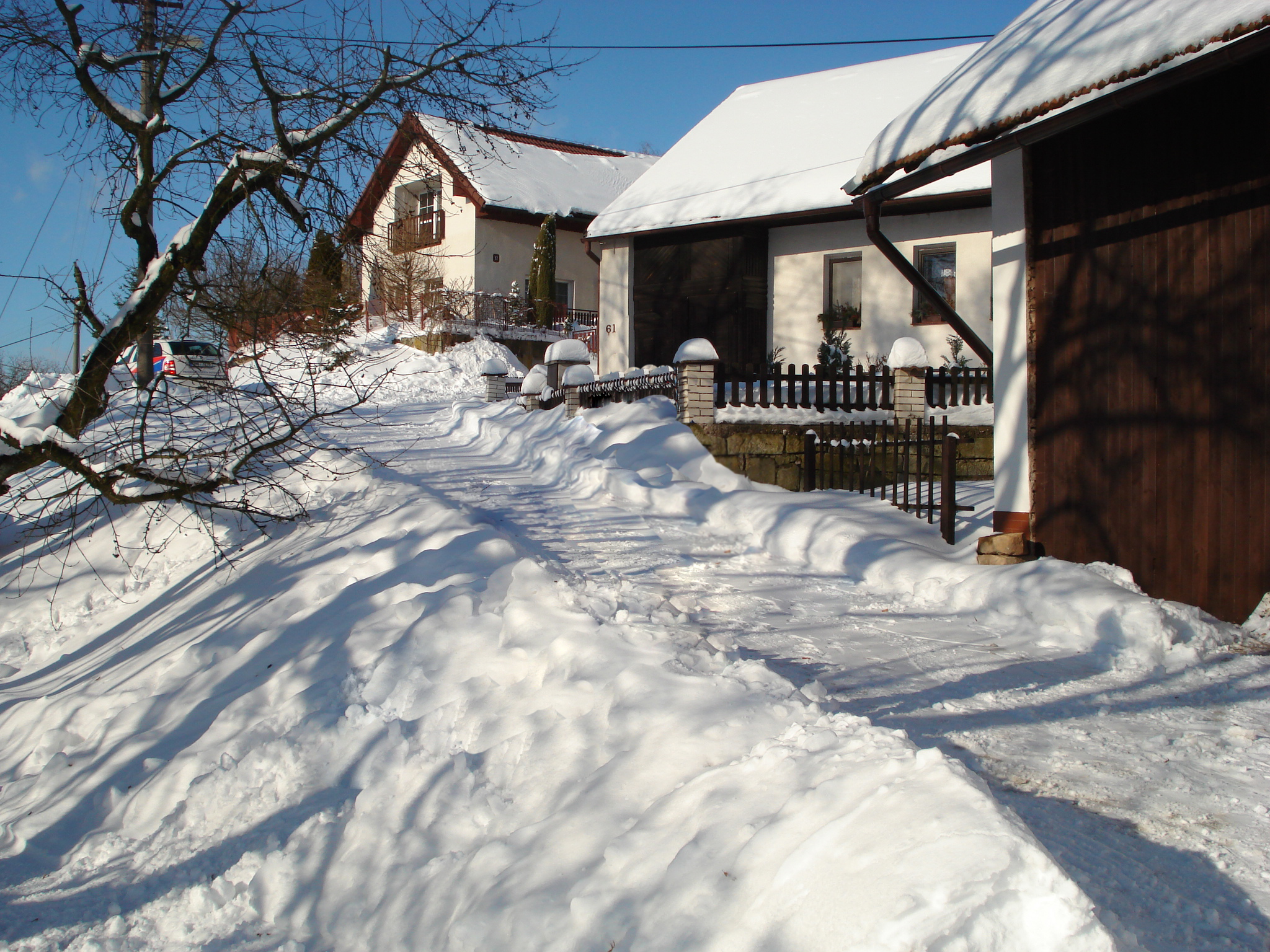
Hustířany v zimě
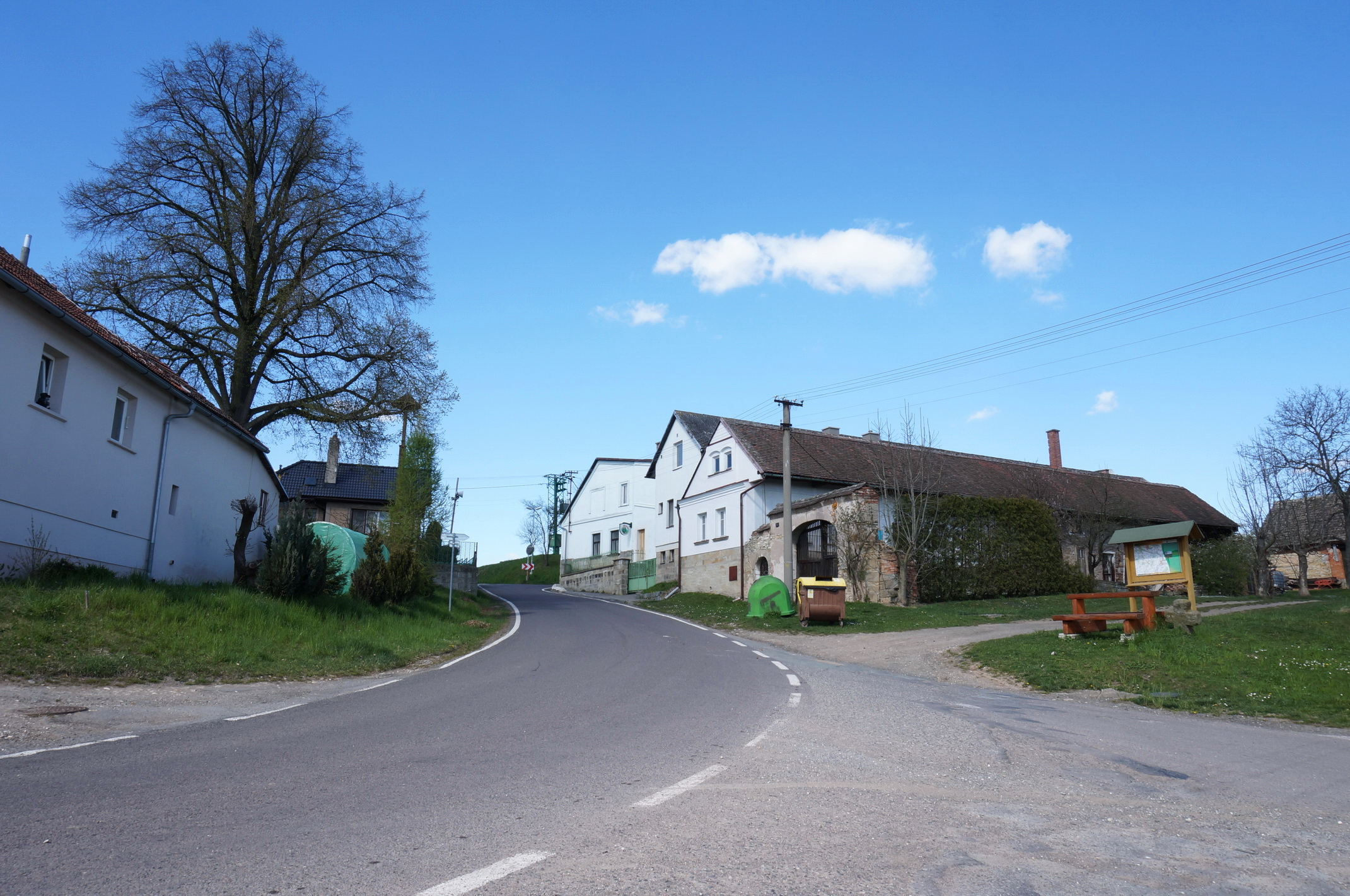
Náves
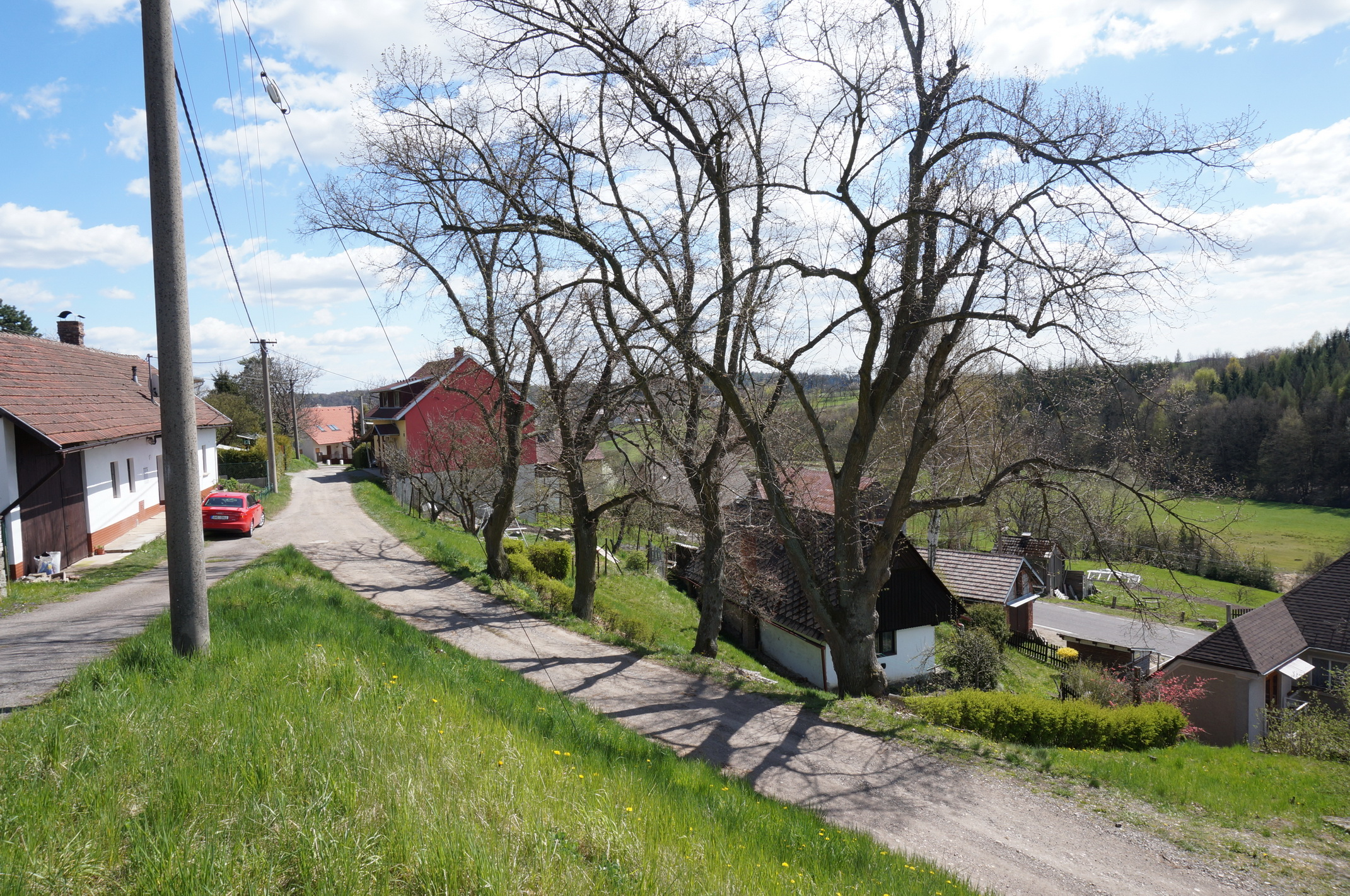
Levobřežní část obce
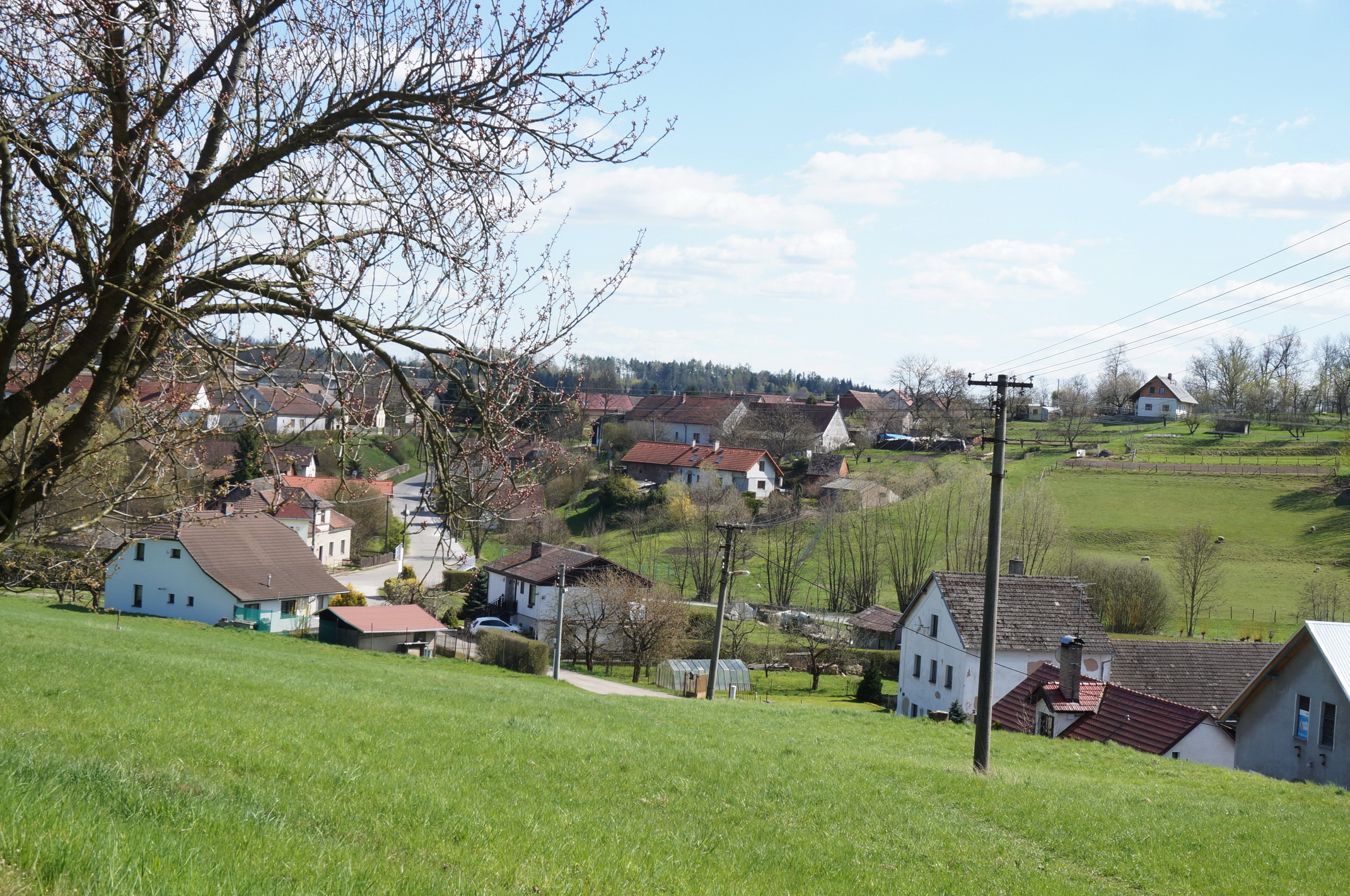
Pravobřežní část obce
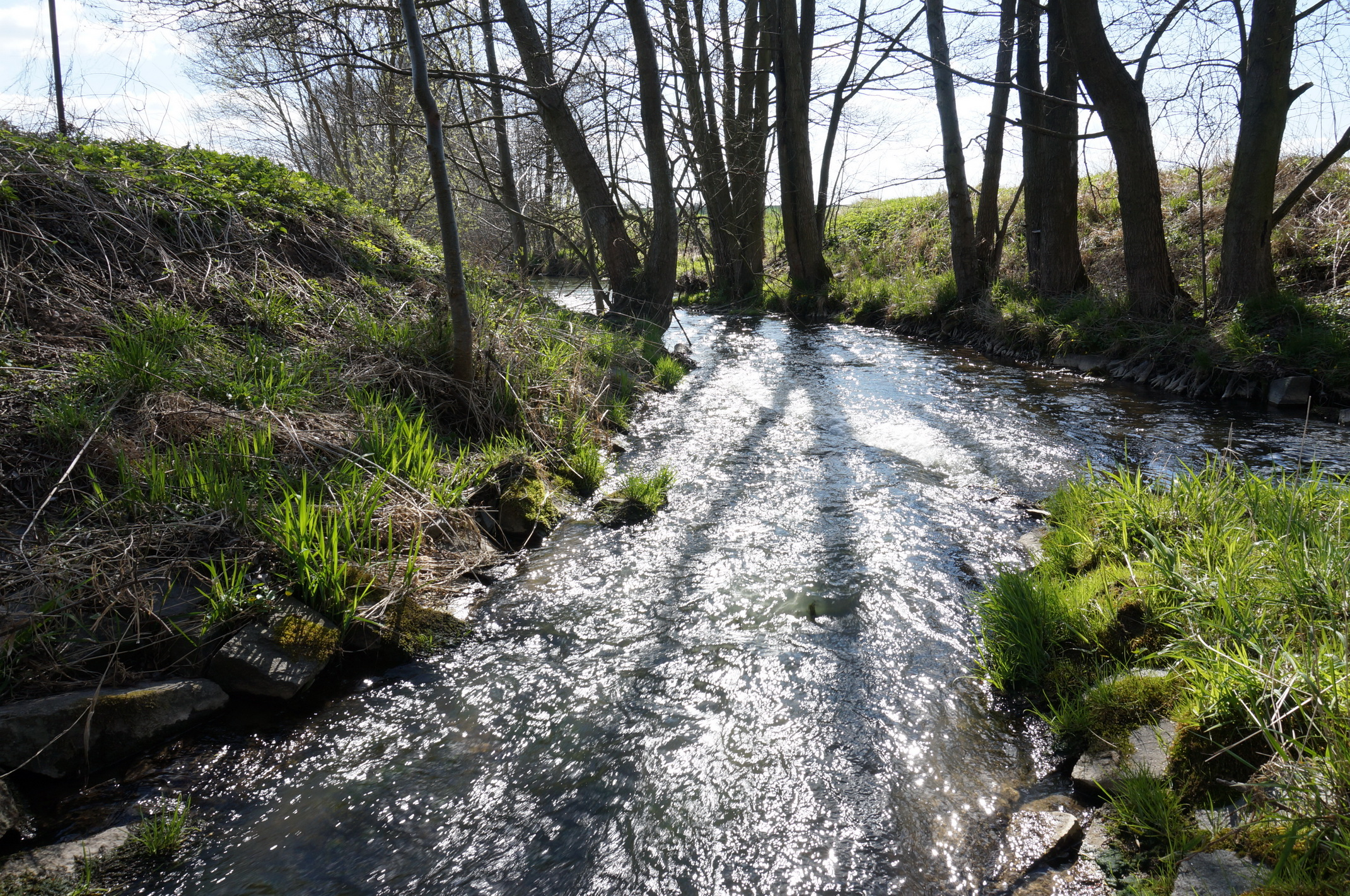
Soutok Hustířanky (vlevo) a Trotiny (vpravo)